# Cotorca, Ialomița
Cotorca este un sat în comuna Ciocârlia din județul Ialomița, Muntenia, România.

## Istorie
Așezat la nord de Urziceni, satul Cotorca își leagă originile de drumul nord-ialomițean al transhumanței, oierii ardeleni trecând odinioară prin părțile acelea dinspre Gherghița către bălți și invers.
Cea mai veche așezare în acele părți apare atestată întâia oară la 5 mai 1577 - sub un alt nume - într-un hrisov prin care voievodul Alexandru II Mircea întărea ocina acolo lui Badea logofăt cu fiii sai.
Satul s-a numit ulterior Cotorca, după apa din apropiere, care curgea prin "locul cu cotoare".